# Skimmia
Skimmia Thunb. è un genere di arbusti sempreverdi della famiglia delle Rutacee originario dell'Asia.

## Tassonomia
Comprende le seguenti specie:
- Skimmia anquetilia N.P.Taylor & Airy Shaw
- Skimmia arborescens T.Anderson ex Gamble
- Skimmia japonica Thunb.
- Skimmia laureola Franch.
- Skimmia melanocarpa Rehder & E.H.Wilson
- Skimmia multinervia C.C.Huang
- Skimmia repens Nakai